# Scuola organistica francese
Con l'espressione scuola d'organo francese si intende in storia della musica una corrente di musicisti e compositori francesi vissuti tra il XVI e il XVIII secolo. La scuola prende inizio dalla musica serratamente polifonica e severa di Jean Titelouze (1563 - 1633), consideratone il padre, per giungere ad uno stile compositivo molto ornato e con caratteristiche peculiari adattate alle forme dell'organo classico francese. A definire con precisione questo stile furono Louis Couperin (1626 - 1661), che sperimentò varie soluzioni compositive e di registrazione, e Guillaume-Gabriel Nivers (1632 - 1714), che fissò nei suoi trattati le linee guida della Scuola organistica francese mettendole in pratica nelle sue composizioni.

## Una delle più prestigiose tradizioni europee
La scuola d'organo francese ha visto il proprio apogeo fra il XVII e il XVIII secolo. Non a caso, è anche l'epoca in cui l'organaria classica francese vede all'opera i suoi esponenti maggiori: Dom Bedos de Celles, i Clicquot, i Lefebvre, ecc.
I compositori per questo strumento, quasi tutti anche clavicembalisti oltre che organisti, sono molto numerosi, ma nessuno di essi ha lasciato un'opera scritta paragonabile a quelle tedesche di Dietrich Buxtehude o di Johann Sebastian Bach nello stesso periodo; tuttavia, osservati nella loro totalità, hanno lasciato un corpus considerevole e di qualità, anche tenendo conto delle numerose opere perdute.
La mancanza di grandi opere individuali si deve al fatto che la principale occupazione degli organisti francesi consisteva nell'improvvisazione su temi gregoriani piuttosto che scrivere per la posterità, perché l'organo non era considerato uno strumento di diletto adatto ad ammaliare arbitrariamente gli ascoltatori, sebbene le qualità dell'interprete, anche la virtuosità, venissero valorizzate. In origine, il suo ruolo, essenzialmente liturgico, era quello di dialogare con i cantori o di "sgravarli" sviluppando da solo le melodie gregoriane. In seguito, gli fu affidato l'accompagnamento dei mottetti, meno inerenti alla liturgia. Persino i compositori più dotati, titolari in carica di organi prestigiosi come François Couperin "Il Grande" o Louis Marchand, hanno lasciato poche opere per organo. Quanto a Jean-Philippe Rameau, organista titolare per decine di anni nel XVIII secolo, non ha lasciato nulla per questo strumento.
La maggior parte di questi artisti risiedeva a Parigi o in grandi città di provincia nei dintorni come Rouen (Jean Titelouze, Jacques Boyvin, François d'Agincourt), Reims e Saint-Denis (Nicolas de Grigny), Chartres (Gilles Jullien), Laon (Pierre Du Mage), Beauvais, le cui cattedrali possiedono strumenti prestigiosi.
Il debutto della loro carriera è spesso segnato dalla pubblicazione di un "primo libro" (premier livre) destinato ad attestare le loro capacità, al quale intendono far seguire altre opere nell'ordine degli otto toni ecclesiastici; tuttavia, spesso la pubblicazione si arresta prima di completare il percorso. È però vero che essi avevano anche altri incarichi impegnativi ma forse più gratificanti presso il re o altri grandi a corte; il re nominava per il suo servizio alla Chapelle royale gli interpreti più dotati, i quali si dividevano la carica in "quarti" dell'anno, ossia un trimestre ciascuno. Di conseguenza, nonostante qualche successo incontestabile, poche opere raggiungono le proporzioni di quelle scritte nello stesso periodo dai contemporanei del nord della Germania. Fanno eccezione, ad esempio, l'Offerte en action de grâce pour l’heureuse Convalescence du Roy di André Raison (1687), il Grand Dialogue du 5e ton di Louis Marchand (1696) e gli Offertoires sur les Grands Jeux di Nicolas de Grigny (1699) e di François Couperin (Messe à l'usage des paroisses pour les fêtes solemnelles, 1690). 
Durante questo periodo lo stile si evolve da una polifonia complessa di origine medievale e rinascimentale verso uno stile più concertante. Quando questa ultima tendenza si sarà imposta, sarà il segno di una decadenza che si estenderà fino alla seconda metà del XIX secolo.
Caratteristica importante della scuola organistica francese è l'attenzione per la registrazione: i compositori, infatti, la indicano in modo preciso (cfr. nella già citata Messe à l'usage des paroisses di Couperin, il Dialogue sur les trompettes, clairon et tierces du grand clavier et le bourdon avec le larigot du positif). Questo tratto distintivo deve essere segnalato in un'epoca in cui il timbro degli strumenti non preoccupa particolarmente i compositori, i quali indicano che i loro pezzi si possono suonare indifferentemente "con il violino, il flauto, l'oboe, la viola, etc". Il celebre violista Marin Marais si è spinto fino ad affermare che i suoi pezzi si possono suonare all'organo, al clavicembalo, al violino, alla viola soprano, alla tiorba, alla chitarra, al flauto traverso, al flauto a becco e all'oboe. Ma non bisogna pensare che questi musicisti non avessero buon orecchio: si trattava infatti di una tattica commerciale per cercare di vendere più copie, in un'epoca in cui la stampa e soprattutto l'incisione della musica erano molto costose; ragione per cui molta musica non veniva pubblicata, ma restava allo stato di manoscritto che si prestava e ricopiava.

## Forme caratteristiche
I compositori per organo francesi coltivarono principalmente quattro forme: 
- messe
- inni
- suite per organo
- noël varié

I noël varié sono variazioni più o meno elaborate di canti natalizi, mentre gli altri tre generi si presentano come brani compositi in più movimenti. Questi movimenti sono in genere:
- il Récit, un brano dove una voce emerge solisticamente sulle altre grazie ad una registrazione particolare, solitamente indicata nel titolo stesso (per esempio in un Récit de Cromorne la voce solista sarebbe stata suonata col registro di cromorno). I registri solistici più comuni sono il cromorno (cromorne), il cornetto (cornet), la terza (tierce), il nazardo (nasard), la tromba (trompette) e la voce corale (voix humaine). I titoli delle composizioni tuttavia spesso omettono la parola “récit” indicando per semplicità solo la registrazione corrispondente (Cromorne, Cornet, etc.) e/o la posizione della voce. Avremo, in questi casi, tra le combinazioni più comuni:

il Dessus de Cromorne, dove la voce solista è il soprano (dessus), suonata col cromorno;
la Tierce en taille, dove la voce solista è il tenore (taille), suonata con un registro di terza (in genere di tipo principale come la sesquialtera);
il Basse de Trompette, dove la voce solista è il basso (basse), suonato con la tromba.
- il Dialogue, un brano ove si alternano costantemente due differenti piani sonori e timbrici. Il Nivers di cui sopra distingueva il Dialogue de récits ed Dialogue à deux Chœurs, quest'ultimo alternato tra positif (organo positivo) e grand jeu (registri ad ancia e cornetti del grand'organo). Comuni sono anche i dialogues a più di due chœurs; un Dialogue à 4 Chœurs alternerà il positif al grand jeu e al récit e al pedale, e potrebbe includere anche una sezione di Echo (come nel Dialogue à 4 Chœurs di Jacques Boyvin).
- Duo e Trio sono due brani polifonici rispettivamente a due e a tre voci. Del trio abbiamo due tipi: il Trio à trois claviers (letteralmente "su tre tastiere"), un comune trio per due manuali e pedale, ed il Trio à deux dessus con due voci per la mano destra e una per la mano sinistra.
- la Fugue è piuttosto comune e si trova di solito a tre o quattro voci, di stile più o meno rigoroso o imitativo. C'è da dire che questa forma musicale in Francia non ebbe mai un grande sviluppo tecnico come in Germania. Il termine Fugue grave indica un brano dal carattere grave e serio, mentre la Fugue gaie (o gaye) è allegra e spigliata. Raramente le fughe a quattro voci recano il titolo Quatuor (“quartetto”), nel qual caso ogni singola voce va suonata su un corpo differente. Nicolas de Grigny fu l'unico a scrivere fughe a cinque voci.
- nell'Echo le frasi musicali sono ripetute due volte, la seconda delle quali è suonata piano per dare l'impressione di un'eco. Questo effetto è più forte nei brani di questo tipo che ripetono solo la fine di ogni frase. Detti brani in eco erano designati per apposite tastiere denominate Echo.
- Plein jeu o Prélude sono perlopiù brani omogenei in tempo binario o quaternario. Sono propri come brani introduttori. La registrazione del plein jeu richiede fondi, fourniture e cymbale, ossia una sovrapposizione di ottave e quinte simile al ripieno.

Oltre a questi, abbiamo una serie di espressioni di tipo organistico che spesso e volentieri vanno ad indicare un brano:
- il Grand jeu è una forte combinazione di fondi, registri ad ancia e di cornetti con esclusione di fourniture e cymbale, usata nelle sezioni più forti di brani complessi o in particolari préludes.
- i Jeux doux, il Fond d'orgue e il [Concert des] flûtes sono tre combinazioni collegate. La prima (“registri dolci”) unisce registri flautati o di tipo principale preferibilmente chiusi, ma anche aperti se delicati, dal timbro dolce e morbido. È la più usata per accompagnare registri solistici. Il fond d'orgue (“fondi dell'organo”) è la medesima registrazione comprendente però tutti i registri ad anima; era usata per donare uno spirito grave e severo ai brani, oppure per accompagnare dei recitativi en taille. Infine, il [concert des] flûtes indica una combinazione di flauti particolarmente dolci da usarsi come combinazione solistica, e non come accompagnamento.

Le indicazioni dessus, taille e basse stanno rispettivamente a “soprano”, “tenore” e “basso”, benché "en taille" indichi comunemente una tessitura tipica del tenore. Una rara designazione di voce è haute-contre (o haulte contre), ovvero “contro-tenore”. Queste indicazioni servivano per indicare il tipo di registri solistici da utilizzare oppure per indicare ove si trovasse il canto della melodia (ad esempio, la dicitura Kyrie en basse indica che il canto si trova nel basso).

## Opere perdute o dimenticate
Nel XVII secolo pochi organisti si preoccupavano di far pubblicare le loro opere, impresa costosa e difficile da rendere redditizia. D'altronde, componevano generalmente per le proprie esigenze, conservando i manoscritti che circolavano anche sotto forma di copie. Molte composizioni hanno così finito per scomparire, nel momento in cui l'unico esemplare andava perduto. Molti artisti, e dei più prestigiosi, hanno lasciato solo qualche raro pezzo, o addirittura nulla: Étienne Richard, Joseph Chabanceau de La Barre, Jacques Thomelin, Jean-Baptiste Buterne, Guillaume-Antoine Calvière, ecc.
Uno dei principali compositori di musica religiosa del periodo, Marc-Antoine Charpentier, menziona regolarmente l'intervento dell'organo nelle proprie opere, senza che si possa concludere che abbia mai scritto per questo strumento.

## Compositori della scuola

### Primo periodo: lo sviluppo della libera polifonia
- Jean Titelouze (ca 1563 - 1633), canonico della Cattedrale di Rouen, spesso considerato il fondatore della scuola organistica francese.
  - 1623: Hymnes de l'église pour toucher sur l'orgue, avec les fugue et recherches sur leur plain-chant.
  - 1626: Le Magnificat, ou cantique de la Vierge, pour toucher sur l'orgue suivant les 8 tons de l'Église.
- Charles Racquet (1598 - 1664), organista della Cattedrale di Notre-Dame di Parigi.
  - prima del 1634: Fantaisie (manoscritta, conservata in un esemplare dell’Harmonie universelle di Marin Mersenne).
- François Roberday (1624 - 1680)
  - 1660: 12 fughe e capricci
- Louis Couperin (ca 1626 - 1661), organista della Chiesa dei santi Gervasio e Protasio di Parigi.
  - dal 1650 al 1659: 70 pezzi rimasti manoscritti, di cui 45 riscoperti nel 1957.
- Nicolas Gigault (1627 - 1707)
  - 1682: 20 noël varié
  - 1685: 180 pezzi in tutti i toni ecclesiastici (messe, inni, pezzi vari)

### Secondo periodo: la definizione dello stile classico francese
- Nicolas Lebègue (1631 - 1702), titolare della Chiesa di Saint-Merri di Parigi.
  - 1676 - 1º libro: 8 suite negli otto toni ecclesiastici.
  - 1678 - 2º libro: 1 messa e versetti del Magnificat negli otto toni ecclesiastici.
  - 1685 - 3º libro: 10 offertori, 4 sinfonie, 9 noël varié, Les Cloches, 8 elevazioni.
- Guillaume-Gabriel Nivers (1632 - 1714)
  - 1665 - 1º libro: 100 pezzi in tutti i toni.
  - 1667 - 2º libro: 1 messa e gli inni della Chiesa.
  - 1675 - 3º libro: serie di suite in tutti i toni.
- Jean-Nicolas Geoffroy (1633 - 1694), organista prima nella Chiesa di Saint-Nicolas-du-Chardonnet di Parigi poi nella Cattedrale di Perpignano.
  - 255 pezzi manoscritti
- Jean-Henri d'Anglebert (1635 - 1691)
  - opere di gioventù pubblicate nel 1689 (quartetto e 5 fughe).
- André Raison (ca 1640 - 1719)
  - 1688 - 1º libro: 5 messe (I, II, III, IV e VIII tono) e una Offerte d'action de grâces del V tono.
  - 1714 - 2º libro: pezzi vari e 18 noël varié.
- Lambert Chaumont (ca 1645 - 1712), parroco a Huy (Vallonia).
  - 1695 - un libro: 111 pezzi in tutti i toni.
- Gilles Jullien (1650/53 - 1703), organista alla Cattedrale di Chartres.
  - 1690 - 1º libro: serie di suite in tutti i toni.
- Jacques Boyvin (ca 1650 - 1706), parigino stabilitosi a Rouen dove è titolare presso la cattedrale.
  - 1689-1690 - 1º libro: serie di suite in tutti i toni.
- Mathieu Lanes (1660 - 1735), organista della Cattedrale di Tolosa.
  - 90 pezzi manoscritti
- Charles Piroye (circa 1665- circa 1730)
  - 1712 - Pièces choisies
- François Couperin (1668 - 1733), organista della Chiesa dei Santi Gervasio e Protasio di Parigi.
  - 1690 - 1º libro: Messe à l'usage des paroisses e Messe à l'usage des Couvents
- Louis Marchand (1669 - 1732)
  - pezzi sparsi, alcuni databili al 1696 e al 1700; pubblicati nel 1740.
- Gaspard Corrette (ca 1670 - prima del 1733), organista a Rouen.
  - 1703 - messa dell'VIII tono.
- Nicolas de Grigny (1672 - 1703), attivo alla Basilica di Saint-Denis di Parigi e alla Cattedrale di Reims.
  - 1699 - 1º libro: 1 messa e 5 inni.
- Pierre Du Mage (1674 - 1751), attivo presso la Cattedrale di Laon e la Basilica di San Quintino.
  - 1708 - 1º libro: suite del I tono (8 pezzi)
- Jean-Adam Guilain (ca 1675? - dopo il 1739)
  - 1706: 4 Magnificat

### Terzo periodo: maturità nel XVIII secolo. Dalla liturgia al virtuosismo
- Louis-Nicolas Clérambault (1676 - 1749)
  - 1710 - 1º libro: 2 suite nei due primi toni.
- Jean-François Dandrieu (1682 - 1738)
  - 1729 - 45 noël varié (alcuni forse di suo zio Pierre Dandrieu)
  - 1739 (pubblicazione postuma) - 6 suite (ciascuna con offertorio, Magnificat e pezzi vari).
- François d'Agincourt (1684 - 1758)
  - circa 45 pezzi rimasti manoscritti
- Louis-Antoine Dornel (1685 - 1765)
  - 1756 - un libro contenente 3 Magnificat, 1 noël varié, una dozzina di pezzi vari.
- Louis-Claude Daquin (1694 - 1772)
  - 1757 - 12 noël varié
- Louis Archimbaud (1705 - 1789), organista nella Cattedrale di Carpentras.
  - più di 400 pezzi manoscritti
- Michel Corrette (1707 - 1795)
  - 1728 - 1º libro: 4 suite nei primi quattro toni
  - 1750 - 2º libro: 4 suite negli ultimi quattro toni
  - 1753 - 4 noël varié
  - 1756 - 3º libro: messe, inni, pezzi vari
  - 1756 - 6 concerti per organo
  - 1766 - 12 offertori
  - pezzi vari
- Armand-Louis Couperin (1727-1789)

#### L'organo durante la Rivoluzione
- Claude Balbastre (1727 - 1799)
  - 1770 - 4 noël varié per organo, clavicembalo o fortepiano.
- Jean-Baptiste Nôtre (1732 - 1807)
  - 8 suite per organo
- Jean-Jacques Beauvarlet-Charpentier (1734 - 1793)
  - 12 journal d'orgue e 1 libro di noël varié, ossia il corpus più vasto per l'organo francese del XVIII secolo, da mettere in relazione con gli strumenti di Clicquot, Isnard...
- Guillaume Lasceux (1740-1831)
  - 1772 - Journal de pièces d'orgue contenant messes, Magnificat et noëls
  - 1782 - Nouveau Journal de pièces d'orgue
  - 1809 - Essai Théorique et Pratique sur l’Art de l’orgue (manoscritto), contenente 133 pagine di esempi musicali
  - 1819 - Annuaire de l'organiste
  - 1820 - 12 fughe
- Josse-François-Joseph Benaut (ca 1743-1794)
- Nicolas Séjan (1745-1819)
  - Fughe

Gli ultimi organisti del XVIII secolo si divertono a imitare la tempesta, il tuono, e si sforzano di intonare le arie militari e rivoluzionarie alla moda (Ah! ça ira, La Marsigliese, lo Chant du départ, ecc.) per provare la loro alquanto opportuna adesione al nuovo potere (ma ciò non li proteggerà dal perdere i sussidi) e per salvare gli organi che suonavano dalle depredazioni delle chiese perpetrate dai rivoluzionari.
Durante tutto questo periodo i mestieri di organista e di clavicembalista rimasero dunque sempre gli stessi e furono esercitati dagli stessi artisti. Un gran numero di essi ha inoltre partecipato alla diffusione della scuola clavicembalistica francese. I due strumenti subiscono dunque un'evoluzione paragonabile durante tutto il periodo barocco. Il periodo della Rivoluzione segna la fine del clavicembalo e un accantonamento prolungato dell'organo all'ambito liturgico, essendo poco adatto all'estetica romantica.

### Rinascita alla fine del XIX secolo
Per lungo tempo la scuola organistica dell'inizio del XIX secolo è stata stigmatizzata. Tuttavia, non sono mancati i musicologi e gli storici, talvolta organisti. Citiamo Alexandre-Étienne Choron (1771-1834), che fu una sorta di iniziatore, il belga François-Joseph Fétis (1784-1871), autore della preziosa Biographie universelle des musiciens et bibliographie générale de la musique (1834-1835), Félix Danjou, Adrien de La Fage, Pierre-Marie Hamel, Félix Clément, Joseph Régnier, Sébastien Morelot, Joseph d'Ortigue.
Fra gli organisti, non si possono più ignorare i nomi e le opere di Jacques-Marie Beauvarlet-Charpentier (1766-1834), Alexandre-Pierre-François Boëly (1785-1858), Charles Simon (1788-1866), primo titolare dell'organo Cavaillé-Coll della Cattedrale di Saint-Denis, Marius Gueit (1808-1865), o ancora François Benoist (1794-1878), professore di organo al Conservatorio di Parigi, Justin Cadaux, Adolphe Miné (1796-1854), Alexandre-Charles Fessy (1804-1856).
In seguito verrà una nuova generazione che saprà trarre profitto dalle innovazioni dell'organo romantico:
Alexandre Bruneau (1823-1899), Édouard Batiste (1820-1876), Georges Schmitt (1821-1900), Renaud de Vilbac (1829-1884), Charles Colin (1832-1881), Edmond Lemaigre (1849-1890), Clément Loret (1833-1909), Charles-Alexis Chauvet (1837-1871), Jules Grison (1842-1896).
È il rinnovamento nella sua costruzione, con Aristide Cavaillé-Coll, e nella sua letteratura, con César Franck e la nuova generazione di organisti che lo seguirono, che gli daranno nuovo prestigio facendo entrare l'organo nell'era romantica e sinfonica.

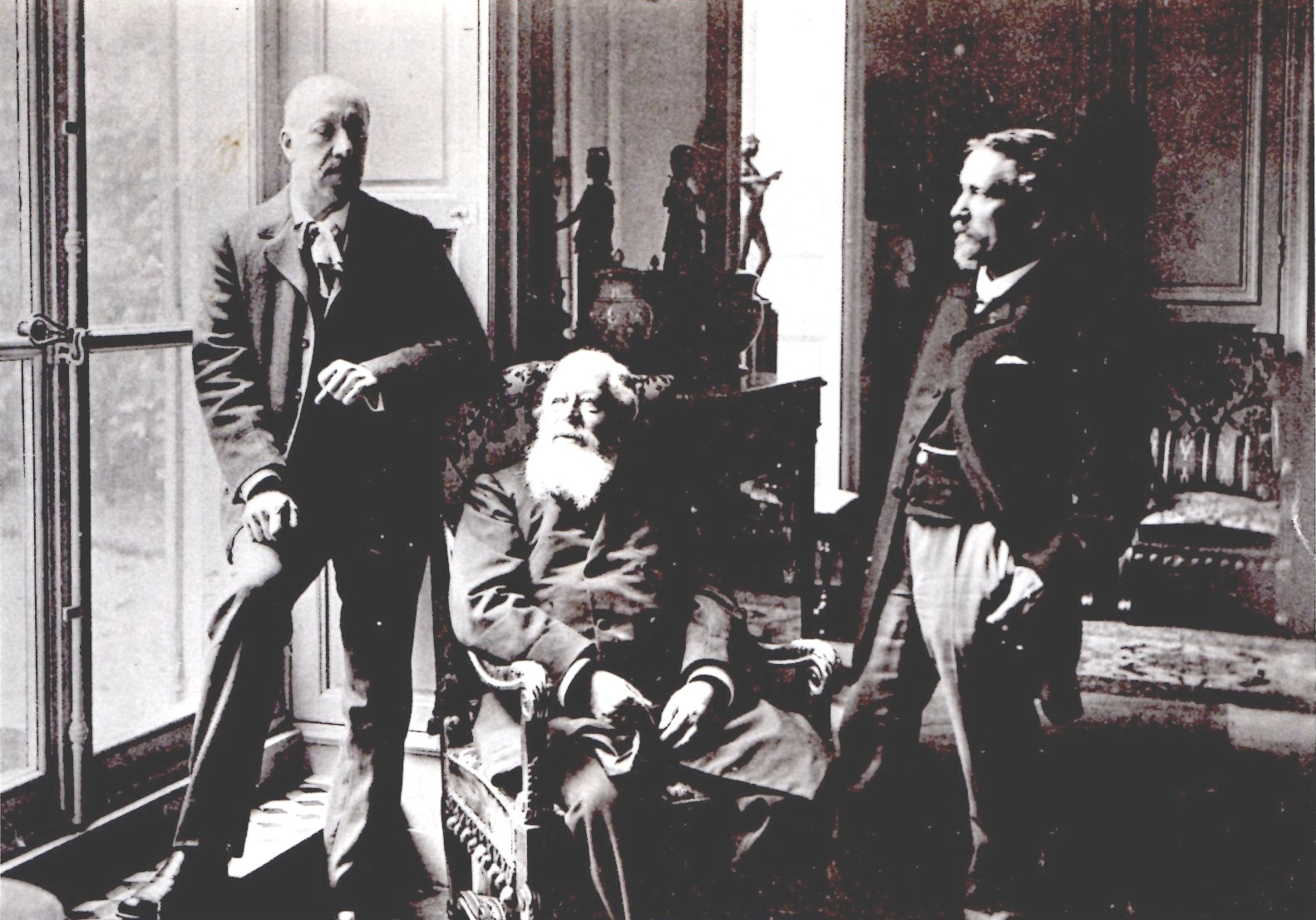
Da sinistra a destra: Charles-Marie Widor, Alexandre Guilmant e Eugène Gigout nel 1910.

Compositori per organo del periodo romantico attivi a Parigi:
- Franz Liszt (1811-1886)
- Louis James Alfred Lefébure-Wély (1817-1869)
- César Franck (1822-1890)
- Alexandre Guilmant (1837-1911)
- Charles-Marie Widor (1844-1937)
- Eugène Gigout (1844-1925)
- Léon Boëllmann (1862-1897)

Il rinnovato interesse per l'organo in Francia si deve in parte anche al posto che gli è riservato nel teatro d'opera romantico. L'Opéra di Parigi era il centro della vita artistica e una "scena d'organo" era sempre più obbligatoria nelle opere, a partire da Roberto il diavolo di Giacomo Meyerbeer. La rinascita del gotico, un nuovo interesse per il canto gregoriano, tutto si legava al nuovo gusto per il Medioevo. E per effetto della moda, sarà Lefébure-Wély a introdurre lo stile teatrale nella musica da chiesa.

### Rinnovamento nel XX secolo
Sono proprio gli eredi di questo movimento sinfonista che consolideranno la reputazione della scuola organistica francese e l'arricchiranno imprimendole allo stesso tempo il marchio del neoclassicismo e del neosinfonismo e creando imprescindibili monumenti nella storia dell'organo, non solo francese ma anche internazionale.
I pioneri di questo rinnovamento hanno il nome di Louis Vierne, Marcel Dupré e Charles Tournemire, rapidamente seguiti da Jehan Alain, Olivier Messiaen, Jean Langlais, Maurice Duruflé, Gaston Litaize, Jeanne Demessieux e molti altri. I loro stili saranno qualificati di volta in volta come postromantico, neoclassico, impressionista, a sottolineare come la scuola organistica francese abbia fortemente influenzato i musicisti di oggi e aperto un gran numero di strade che i compositori hanno appena iniziato a esplorare.
Più di recente, il testimone è passato a varie generazioni di professori dei due Conservatori nazionali superiori di musica e di danza di Parigi e di Lione, fra i quali Pierre Cochereau, Rolande Falcinelli, Marie-Claire Alain, Suzanne Chaisemartin, André Isoir, Michel Chapuis, Daniel Roth, Pierre Pincemaille, Philippe Lefebvre, Thierry Escaich, Olivier Latry...